# Pigen fra det mørke København
Pigen fra det mørke København er en dansk stum dramafilm fra 1912 produceret af Det Skandinavisk-Russiske Handelshus og instrueret af Louis von Kohl efter eget manuskript.
Filmen havde dansk premiere den 26. februar 1912 i Victoria-Teatret. Filmen blev vist i Sverige og Finland under den svenske titel Ett lyckträff.

## Handling
Denne artikel mangler et handlingsreferat. Hjælp os med at skrive det.

## Medvirkende
- Emilie Sannom
- Rasmus Ottesen
- Ane Grethe Antonsen
- Richard Christensen
- Ellen Tegner som Danser på varieté
- Einar Rosenbaum